# È̄
Cette page contient des caractères spéciaux ou non latins. S’ils s’affichent mal (▯, ?, etc.), consultez la page d’aide Unicode.
È̄ (minuscule: è̄), appelé E accent grave macron, est un graphème utilisé dans l’écriture du kayaw. Il s’agit de la lettre E diacritée d’un accent grave et d’un macron.

## Représentations informatiques
Le E accent grave macron peut être représenté avec les caractères Unicode suivants :
- composé et normalisé (supplément Latin-1, diacritiques) :

| formes    | représentations | chaînes de caractères | points de code | descriptions                                              |
| --------- | --------------- | --------------------- | -------------- | --------------------------------------------------------- |
| capitale  | È̄               | È◌̄                    | U+00C8 U+0304  | lettre majuscule latine e accent grave diacritique macron |
| minuscule | è̄               | è◌̄                    | U+00E8 U+0304  | lettre minuscule latine e accent grave diacritique macron |

- décomposé (latin de base, diacritiques)[1],[2] :

| formes    | représentations | chaînes de caractères | points de code       | descriptions                                                          |
| --------- | --------------- | --------------------- | -------------------- | --------------------------------------------------------------------- |
| capitale  | È̄               | E◌̀◌̄                   | U+0045 U+0300 U+0304 | lettre majuscule latine e diacritique accent grave diacritique macron |
| minuscule | è̄               | e◌̀◌̄                   | U+0065 U+0300 U+0304 | lettre minuscule latine e diacritique accent grave diacritique macron |